# Grdenci
 Grdenci  falu Horvátországban Krapina-Zagorje megyében. Közigazgatásilag Zabokhoz  tartozik.

## Fekvése
Zágrábtól 25 km-re, községközpontjától  2 km-re északkeletre Horvát Zagorje és a megye déli részén az A2-es autópálya mellett fekszik.

## Története
A településnek 1857-ben 104, 1910-ben 299 lakosa volt. Trianonig Varasd vármegye Klanjeci járásához tartozott. 2001-ben 479 lakosa volt.

## Nevezetességei
Szent Mihály arkangyal tiszteletére szentelt kis kápolnája 2010-ben épült. 2010. október 3-án szentelte fel Mijo Gorski zágrábi segédpüspök.

## Külső hivatkozások
- Zabok hivatalos oldala
- A zaboki Szent Ilona plébánia honlapja